# Dreistaatenlösung
Die Dreistaatenlösung ist ein Vorschlag für eine Lösung des Israelisch-Palästinensischen Konfliktes zwischen Israel und den Palästinensern. Dieser Lösungsansatz sieht vor, die Kontrolle des Westjordanlandes an Jordanien sowie die des Gazastreifens an Ägypten zu übertragen.
Andererseits wird der Ausdruck auch benutzt, um eine Abwandlung der Zweistaatenlösung mit einem vom Westjordanland unabhängigen Gazastreifen darzustellen, sodass neben Israel zwei palästinensische Staaten existieren.

## Geschichte
Die Dreistaatenlösung repliziert im Wesentlichen die Situation, die zwischen dem Waffenstillstandsabkommen von 1949 und dem Sechstagekrieg von 1967 existierte. Im Jahr 1949 besetzte Ägypten den Gazastreifen und Transjordanien das Westjordanland mit Ostjerusalem, ein eigenes palästinensisch-arabisches Gebiet existierte nicht. Im Jahr 1950 annektierte Transjordanien offiziell das Westjordanland, gewährte den arabischen Einwohnern die jordanische Staatsbürgerschaft und benannte sich offiziell in Jordanien um.

## Realisierbarkeit
Die Zweistaatenlösung ist die allgemein vorherrschende und befürwortete Option, doch auch eine Dreistaatenlösung wird immer wieder in Erwägung gezogen, wo eine Lebensfähigkeit eines palästinensischen Staates angezweifelt wird (siehe Abschnitt Befürworter). Anfang 2009 berichtete die New York Times, dass Ägypten und Jordanien zunehmend besorgt darüber seien, möglicherweise wieder Verantwortung für den Gazastreifen bzw. das Westjordanland übernehmen zu müssen.

## Befürworter
Der amerikanische Diplomat John R. Bolton, der Botschafter bei den Vereinten Nationen war, befürwortete 2009 in einem Artikel der Washington Post einen Drei-Staaten-Ansatz. Die Zweistaatenlösung sah er als gescheitert an.
Für den islamkritischen amerikanischen Historiker und Publizisten Daniel Pipes stellt die „geteilte jordanisch-ägyptische Herrschaft“ („Shared Jordanian-Egyptian rule“) der einzige verbleibende praktische Ansatz dar, welcher schon in der Zeit von 1948 bis 1967 ziemlich gut funktioniert habe („[the] only one practical approach, that which worked tolerably well in the period 1948-67“), nachdem er eine israelische Kontrolle über die Gebiete, einen  palästinensischen Staat sowie einen binationalen Staat als nicht funktionierend eingestuft hatte.
Auch der israelische Historiker Benny Morris sieht keine Möglichkeit für eine Einstaaten- oder Zweistaatenlösung; in seinem Buch One State, Two States: Resolving the Israel/Palestine Conflict wirbt er stattdessen für eine palästinensisch-jordanische Konföderation.
Im Jahr 2009 machte der Abgeordnete Arieh Eldad in der Knesset den Vorschlag, den Palästinensern des Westjordanlandes die jordanische Staatsbürgerschaft zu erteilen. Der Vorschlag rief auf jordanischer Seite starken Protest hervor, der jordanische Außenminister Nasser Dschudeh berief den israelischen Botschafter ein und forderte die israelische Regierung zu einer Erklärung auf. Israels Außenministerium stellte daraufhin klar, das dies nur der Vorschlag eines Knessetmitglieds sei und nicht die Regierungsposition repräsentiere.

## Alternative Verwendung des Begriffs
Der Ausdruck Dreistaatenlösung wird auch verwendet, um die palästinensische Situation seit der Kontrolle der Hamas über den Gazastreifen zu beschreiben. Im Jahr 2007 übernahm die islamistische Partei und Terrororganisation die Gewalt über das Gebiet bzw. entzog die Kontrolle der Palästinensischen Autonomiebehörde; der Gazastreifen wird de facto unabhängig vom Westjordanland regiert, ist aber auf eine Versorgung aus dem Ausland angewiesen und von der Autonomiebehörde abhängig.
Der deutsche Politikwissenschaftler Volker Perthes sah eine derartige Dreistaatenlösung als auch unter den Palästinensern nicht verhandelbar an.